# Pianezzo
Pianezzo is een plaats en voormalige gemeente in het Zwitserse kanton Ticino en maakt deel uit van het district Bellinzona.
Pianezzo telt 542 inwoners.